# Уолден, Рики
Ри́ки Уо́лден (англ. Ricky Walden; род. 11 ноября 1982 года) — английский профессиональный игрок в снукер. Родился в Англии, но в настоящее время живёт в городе Флинтшир, Уэльс.

## Карьера
Стал профессионалом в 2000 году после ряда успехов на юниорских соревнованиях. В 2001 Рики стал победителем на чемпионате мира среди игроков не старше 21 года, а спустя ещё год достиг стадии 1/48-й на турнире British Open. Уолден сумел войти в тридцать два сильнейших на чемпионате Великобритании сезона 2004/05, по пути обыграв Джона Хиггинса. В том же сезоне он достиг четвертьфинала на открытом первенстве Китая, хотя тому результату поспособствовал отказ Стива Дэвиса от игры.
В 2006 году Уолден сумел дойти до 1/8 на Сhina Open после победы над шотландцем Стивеном Магуайром. А на чемпионате Великобритании 2006 он был в шаге от повторения этого результата, лидируя в матче с Ронни О'Салливаном 8:7. Но в итоге Рики уступил. Из других успехов Рики можно было выделить 1/8 финала на Гран-при.
Однако широко известен стал англичанин после того, как сенсационно выиграл турнир Шанхай Мастерс 2008 года. На пути к этой виктории практически все игры Уолдена были очень тяжёлыми и напряжёнными, но он преодолел сложную сетку и в финале с многочисленными ошибками обоих соперников переиграл Ронни О'Салливана со счётом 10:8. 
Перед этим турниром Уолден выиграл пригласительный турнир Sangsom 6 Red World Grand Prix, проводившийся в формате с шестью красными шарами вместо традиционных пятнадцати. В финале Уолден переиграл Стюарта Бинэма со счётом 8:3.
2009 год начался с серии пригласительных турниров в Азии, один из которых — General Cup International в Гонконге — Рики выиграл, победив в финале Ляна Вэньбо со счётом 6:2. Но на рейтинговых турнирах он не показал хороших результатов, и на начало сезона 2010/11 занял 20-е место в рейтинге.
В сезоне 2010/11 Рики Уолден, ни разу не выйдя в финал рейтинговых соревнований, тем не менее показал стабильно хорошие результаты и смог впервые в карьере войти в Топ-16, заняв 15 место. Однако, проигрыш в 1/16-й чемпионата мира не дал ему шансов закрепиться там по итогам всего сезона.

## Достижения в карьере
- Шанхай Мастерс чемпион — 2008
- Sangsom 6 Red World Grand Prix чемпион — 2008
- General Cup International чемпион — 2009